# Эльсенг
Э́льсенг (морвап) — один из папуасских языков на севере острова Новая Гвинея.
Распространён в мало доступных районах на северо-востоке индонезийской провинции Папуа, в округах (кабупатенах) Джаяпура (районы Кауре и Кемтук-Греси) и Кеэром (районы Арсо и Сенгги) к югу от города Джаяпура. Известны следующие 9 деревень, в которых проживают носители эльбенга: Омон (Omon), Семсей (Semsei), Пенемон (Penemon), Коя (Koya, или Arso-empat), Косо (Koso),
Яклам (Yaklam, букв. «пандан»), Келапа-туджух (Kelapa-tujuh), Брунтинг (Brunting) и Ямас (Yamas).
Известны следующие варианты названия, в основном экзонимы: Djanggu, Janggu, «Morwap», Sawa, Tabu, Tapu. Название «морвап», широко распространённое в лингвистической литературе, значит буквально «Что это?» и решительно отвергается носителями языка. Название «тапу / табу» значит «недоразвитые люди» и также отвергается носителями.
Используется в церковных службах. Некоторые владеют индонезийским.

## Классификация
Точное место языка в классификации до сих пор не ясно, в основном из-за скудости имеющихся данных. Лейкок (1977) классифицировал эльсенг как изолированный язык, но отметил схожести в местоимениях с погранично-папуасскими языками. Вурм (1982) включил его в трансновогвинейский филум, но оставил там изолятом на уровне стока (=семьи). На основе схожести в местоименной системе Росс (2005) включил эльсенг в погранично-папуасскую семью, хотя отметил, что никаких лексических схождений обнаружить не удалось. В Этнологе (2009), где в целом используется классификация Росса, Эльсенг тем не менее оставлен изолятом.